# Unwashed and Somewhat Slightly Dazed
«Unwashed and Somewhat Slightly Dazed» es una canción por el músico británico David Bowie, es la segunda canción del álbum de 1969, David Bowie - Space Oddity.
Esta es la primera canción en ser producida por Tony Visconti.

## Inspiración
En julio de 1969, Bowie tocó en el Festival de Música Maltese mientras su padre se enfermó y luego murió. El sentido de la canción fue mostrar los sentimientos de Bowie después de la muerte de su padre.
La canción también podría tratarse de una estructura social, como la chica en la canción que es muy rica a comparación del narrador. Bowie dijo que la canción fue escrita porque el recibía «miradas graciosas» de las personas.

## Estructura de la canción
La canción abre con un acústico Asus2 y un acorde D9. Este se repite hasta que la canción entre a su estructura principal, un nuevo pulso con guitarra y armónica. Está parte de la canción cambia principalmente entre C y F, pero ocasionalmente usa otros acordes. Después de que las letras se terminen, la música continúa por casi 2 minutos antes de terminar.

## Reseñas después deBlackstar
Después del lanzamiento de Blackstar y la muerte de David Bowie, varias listas se crearon y citaron que «Unwashed and Somewhat Slightly Dazed» como una canción importante en la historia de Bowie. Rolling Stone dice que la canción es "poco notable excepto por una cosa: Es la primera canción en ser producida por Tony Visconti». Hillary E. Crawford comparte está opinión, sólo incluyendo lo porque «Está canción, la cuál inmediatamente sigue a «Space Oddity», fue la primera en ser producida por Tony Visconti, el hombre que también produjo el último álbum de Bowie, Blackstar».

## Créditos
- David Bowie – voz principal, guitarra
- Mick Wayne – guitarra
- Tim Renwick – guitarra
- John Lodge – bajo eléctrico
- Benny Marshall – armónica
- John Cambridge – batería